# 小行星23018
小行星23018（23018 Annmoriarty）是一颗绕太阳运转的小行星，为主小行星带小行星。该小行星于1999年11月19日发现。

## 轨道参数
小行星23018的轨道半长轴为361 849 338 km，2.4187790 UA，离心率为0.199。